# Kuusijärvi (sjö i Finland, Lappland, lat 65,87, long 28,12)
Kuusijärvi är en sjö i Finland. Den ligger i kommunen Posio i landskapet Lappland, i den norra delen av landet, 600 km norr om huvudstaden Helsingfors. Kuusijärvi ligger 236,6 meter över havet. Den är 6 meter djup. Arean är 5,58 kvadratkilometer och strandlinjen är 19,51 kilometer lång. Sjön  ingår i Ijo älvs huvudavrinningsområde.   
I övrigt finns följande vid Kuusijärvi:
- Sirniölampi (en sjö)
- Tuomijoki (ett vattendrag)